# Alessandro di Lincestide
Alessandro di Lincestide, figlio di Aeropo di Lincestide (in greco antico: Ἀλέξανδρος?; Lincestide, IV secolo a.C. – Alessandria Proftasia, 330 a.C.), è stato un militare macedone antico.

## Biografia
Alessandro nacque in Alta Macedonia nel distretto di Lincestide, per cui viene normalmente chiamato "Alessandro di Lincestide" o "Alessandro Lincestide". Giustino fece il singolare errore di chiamarlo fratello di Linceste, mentre in altri passaggi usò l'espressione corretta.
Fu contemporaneo di Filippo III di Macedonia e di Alessandro Magno. Ebbe due fratelli, Eromene e Arrabeo; tutti e tre erano sospettati di aver partecipato all'assassinio di Filippo II di Macedonia, nel 336 a.C. Alessandro Magno, in occasione della sua ascesa al trono, mise a morte tutti coloro che avevano preso parte al delitto, e Alessandro Lincestide fu l'unico ad essere perdonato, in quanto era stato il primo che aveva reso omaggio ad Alessandro come suo re. Re Alessandro non solo lo perdonò, ma lo fece suo amico affidandogli grandi onori; dapprima gli affidò il comando di un esercito in Tracia e poi quello della cavalleria tessala. In questa veste accompagnò Alessandro nella sua spedizione orientale. Nel 334 a.C., quando Alessandro era fermo a Faseli, venne informato che il Lincestide intratteneva una corrispondenza segreta con il re Dario III e che gli era stata promessa una grossa somma di denaro, se avesse ucciso Alessandro. Il latore delle lettere di Dario venne arrestato da Parmenione e portato davanti ad Alessandro, rendendo palese il tradimento. Eppure Alessandro Magno, temendo di creare un sentimento ostile in Antipatro, il reggente di Macedonia, la cui figlia era sposata con Alessandro Lincestide, decise di non metterlo a morte, ma lo fece semplicemente deporre dal suo incarico e lo tenne sotto custodia. In questo modo venne trascinato per tre anni con l'esercito in Asia, fino a quando nel 330 a.C., quando, Filota venne condannato a morte per un crimine simile, i macedoni chiesero che Alessandro Lincestide avrebbe dovuto subire un processo ed essere punito di conseguenza. Alessandro Magno lo fece processare, e poiché il traditore non fu in grado di discolparsi, lo mise a morte ad Alessandria Proftasia, la capitale della Drangiana.
L'obiettivo di questo traditore era probabilmente impadronirsi del trono di Macedonia, che precedentemente al regno di Aminta III di Macedonia, era un tempo appartenuto alla sua famiglia.